# توم برايتون
توم برايتون (بالإنجليزية: Tom Brighton)‏ هو لاعب كرة قدم بريطاني في مركز الهجوم، ولد في 28 مارس 1984 في Irvine, North Ayrshire ‏ في المملكة المتحدة. شارك مع منتخب اسكتلندا تحت 21 سنة لكرة القدم. أما مع النوادي، فقد لعب مع سكونثورب يونايتد وكوين أوف ساوث ونادي دندي ونادي رينجرز ونادي سانت ميرين ونادي ستيرلينغ ألبيون ونادي كلايد ونادي ميلوول.

## وصلات خارجية
- توم برايتون على موقع قاعدة بيانات كرة القدم.إي يو (الإنجليزية)
- توم برايتون على موقع Soccerbase.com (لاعب) (الإنجليزية)